# Рено, Мадлен
Мадле́н Рено́ (фр. Madeleine Renaud; 21 февраля 1900 года, Париж — 23 сентября 1994 года, там же) — французская актриса

 театра и кино; прославившаяся вместе со своим вторым мужем Жан-Луи Барро, как самая знаменитая французская театральная чета своего времени.

## Семья
- Первый брак с Шарлем Гранвалем (Charles Granval) в 1922 году, закончившийся разводом.
- Второй брак с Жаном -Луи Барро в 1940 году.

## Фильмография
- Жан с Луны (1931)
- Красавица морячка (1932) — Маринетт
- Вор (1933)
- Туннель (1933)
- Мария Шапделен (1934)
- Странный господин Виктор (1938)
- Буксиры (1941)
- Летний свет (1943)
- Бесконечная лестница (1943)
- Небо принадлежит вам (1944)
- От Жанны д’Арк до Филиппа Петена (1944)
- Наслаждение (1952)
- Репетиция, или Наказанная любовь (ТВ) (1958)
- Диалог кармелиток (1960)
- Самый длинный день (1962)
- Дьявола за хвост (1969)
- Мандаринесса (1972)
- Страсть к путешествиям (1972)
- Свет озера (1988)